# John Peterson
John Allan Peterson (Cumberland, 22 ottobre 1948) è un ex lottatore statunitense, specializzato nella lotta libera.

## Palmarès

### Olimpiadi
- 2 medaglie:
  - 1 oro (Montréal 1976 negli 82 kg)
  - 1 argento (Monaco di Baviera 1972 negli 82 kg)

### Mondiali
- 2 medaglie:
  - 1 argento (San Diego 1979 negli 82 kg)
  - 1 bronzo (Città del Messico 1978 negli 82 kg)